# سوزان استبینگ
لیزی سوزان استبینگ (به انگلیسی: Lizzie Susan Stebbing) (۲ دسامبر ۱۸۸۵ – ۱۱ سپتامبر ۱۹۴۳) فیلسوف بریتانیایی بود. او از فیلسوفان نسل دهه ۱۹۳۰ در فلسفه تحلیلی بود و در سال ۱۹۳۳ از بنیانگذاران مجلهٔ Analysis به‌شمار می‌رفت. استبینگ نخستین زنی بود که در بریتانیا به مقام استادی در رشتهٔ فلسفه رسید و همچنین نخستین رئیس زن انجمن اومانیست‌های بریتانیا بود.

## زندگی
سوزان استبینگ در نورت فینچلی، میدلسکس متولد شد. او جوان‌ترین فرزند از شش فرزند آلفرد چارلز استبینگ و الیزابت (با نام خانوادگی الستاب) بود و در کودکی والدینش را از دست داد.
استبینگ در مدرسه دخترانهٔ جیمز آلن در دالیچ تحصیل کرد، سپس در سال ۱۹۰۴ برای مطالعه تاریخ به کالج گرتون در دانشگاه کمبریج رفت (هرچند در آن زمان کمبریج به زنان مدرک رسمی نمی‌داد و اجازه عضویت کامل در دانشگاه را نمی‌داد). او پس از مواجهه با کتاب «ظاهر و واقعیت» از اف. اچ. بردلی به فلسفه علاقه‌مند شد. سپس در سال ۱۹۱۲ موفق به اخذ مدرک کارشناسی ارشد در رشته فلسفه از دانشگاه لندن با درجه عالی شد. رسالهٔ او با عنوان «پراگماتیسم و اراده‌گرایی فرانسوی» بعداً توسط کالج گرتون منتشر شد.
استبینگ از ۱۹۱۱ تا ۱۹۲۴ مناصب آموزشی گوناگونی داشت. او مدرس فلسفه در کینگز کالج لندن (۱۹۱۳–۱۹۱۵)، و سپس مدرس پاره‌وقت فلسفه در کالج بدفورد لندن بود. این موقعیت در سال ۱۹۲۰ به تدریس تمام‌وقت تبدیل شد و در سال ۱۹۲۴ او به مقام استادیاری رسید. او همچنین مدرس مدعو در کالج وستفیلد لندن (۱۹۱۲–۱۹۲۰)، کالج گرتون کمبریج (۱۹۱۱–۱۹۱۴)، و کالج هومرتون کمبریج (۱۹۱۱–۱۹۱۴) بود. استبینگ از ۱۹۱۵ تا زمان مرگش مدیر مدرسه دخترانه کینگزلی لاج در همپستد نیز بود.
در سال ۱۹۲۷ استبینگ عنوان استادیار فلسفه را از دانشگاه لندن دریافت کرد و همزمان به تدریس در کالج بدفورد ادامه داد. در سال ۱۹۳۱ موفق به دریافت دکترای ادبیات شد. در سال ۱۹۳۳ استبینگ به درجه استاد تمام ارتقا یافت و به‌عنوان نخستین زن صاحب کرسی استادی فلسفه در بریتانیا شناخته شد. این انتصاب بنا بر توصیف شیوون چپمن، به خبری جنجالی در رسانه‌ها تبدیل شد. او همچنین استاد مدعو در دانشگاه کلمبیا در آمریکا از سال ۱۹۳۱ تا ۱۹۳۲ بود و ریاست انجمن فلسفی «مایند» (۱۹۳۱–۱۹۳۲) و انجمن ارسطویی (۱۹۳۳–۱۹۳۴) را نیز بر عهده داشت.
استبینگ شاگرد ویلیام ارنست جانسون بود؛ جان ویزدم معتقد است که او بیشترین تأثیر را از جرج ادوارد مور پذیرفت و نقطه تماس میان فلسفه بریتانیایی و حلقهٔ وین محسوب می‌شد. او نخستین کسی بود که رودولف کارناپ را برای سخنرانی به بریتانیا دعوت کرد.
استبینگ در ۱۱ سپتامبر ۱۹۴۳ با بیماری سرطان در بیمارستان مونت ورنون در نورت‌وود، میدلسکس درگذشت.

## میراث
پس از مرگ زودهنگام استبینگ، گروهی از پژوهشگران از جمله سی.دی. برود، جرج ادوارد مور، هلن وودهوس و دوروتی تارانت صندوق یادبود ل. سوزان استبینگ را تأسیس کردند تا بورسیه‌ای برای تحصیلات تکمیلی در فلسفه ایجاد شود. بورسیهٔ سوزان استبینگ اکنون سالانه به یک دانشجوی زن تحصیلات تکمیلی فلسفه در کینگز کالج لندن اعطا می‌شود. همچنین کرسی استادی فلسفه در این کالج به نام او نام‌گذاری شده است.
در سال ۱۹۴۸ مجموعه مقالاتی به افتخار استبینگ تحت عنوان «مطالعات فلسفی: مقالاتی به یاد ل. سوزان استبینگ» توسط انجمن ارسطویی منتشر شد.
اهمیت فلسفی استبینگ اخیراً دوباره مورد توجه قرار گرفته است. دانشنامه فلسفی استنفورد در سال ۲۰۱۷ مدخلی در مورد زندگی و آثار او به قلم مایکل بینی و شیوون چپمن منتشر کرد. همچنین اولین کتاب جامع دربارهٔ زندگی و تفکر استبینگ توسط چپمن در سال ۲۰۱۳ منتشر شده است.

## آثار مهم
محبوب‌ترین اثر استبینگ کتاب «اندیشیدن برای هدفی مشخص» (۱۹۳۹) است که به سفارش انتشارات پلیکان نوشته شد و هدف آن آموزش «تفکر شفاف و شناسایی خطاهای منطقی در افکار دیگران و اجتناب از آنها در تفکر خود» بود. این کتاب در آستانه جنگ جهانی دوم منتشر شد و بر نیاز فوری جوامع دموکراتیک به تفکر منطقی و انتقادی تأکید داشت. استبینگ معتقد بود دموکراسی فقط با آزادی مطبوعات و نهادهای پارلمانی کافی نیست، بلکه نیازمند مردمی است که بتوانند به روشنی فکر کنند و از خطاهای ذهنی و تعصبات ناآگاهانه دوری کنند.
سایر آثار استبینگ:
- پراگماتیسم و اراده‌گرایی فرانسوی (۱۹۱۴)
- مقدمه‌ای مدرن بر منطق (۱۹۳۰)
- پوزیتیویسم منطقی و تحلیل (۱۹۳۳)
- فلسفه و فیزیک‌دانان (۱۹۳۷)
- آرمان‌ها و توهمات (۱۹۴۱)
- منطق مقدماتی مدرن (۱۹۴۳)
- انسان‌ها و اصول اخلاقی (۱۹۴۴)